# 1991 год в компьютерных играх

## Выпуски игр
- Microprose выпускает Civilization (самая успешная игра Сида Мейера) и Railroad Tycoon;
- Sierra On-Line выпускает ремейки EGA-игр Leisure Suit Larry in the Land of the Lounge Lizards (1987 года) и Space Quest 1 (1986 года), адаптированной для использования VGA-графики; также в этом году компания выпускает Police Quest III: The Kindred;
- LucasArts Entertainment выпускает Monkey Island 2: LeChuck's Revenge, продолжение юмористического анимационного квеста Monkey Island;
- Electronic Arts издаёт Wing Commander 2: Vengeance of the Kilrathi, вторую игру серии Wing Commander;
- Psygnosis издаёт Lemmings, первую игру этой серии логических игр;
- 23 июня Sega выпускает игру Sonic the Hedgehog (созданную AM8, позже Sonic Team) для приставки Sega Genesis. Персонажем игры был синий ёж, который стал талисманом корпорации;
- 2 августа Sega выпускает игру Streets of Rage для видеоприставки Sega Genesis;
- 23 августа Nintendo выпускает игры Super Mario World и F-Zero в качестве стартового набора, идущего с приставкой SNES;
- 21 ноября Nintendo выпускает The Legend of Zelda: A Link to the Past для Super Nintendo в Японии.

## Технологии
- 13 августа Super Nintendo Entertainment System вышла на территории Северной Америки.
- Fujitsu выпустила на японском рынке FM Towns Marty[1].
- 12 декабря Sega выпускает дополнение к Sega Mega Drive под названием Sega Mega CD

## Индустрия
- Образованы новые компании: Vicarious Visions, Inc, id Software, Bungie Software, Silicon & Synapse (будущая Blizzard Entertainment), The 3DO Company, Cyberdreams